# Estação Marcadet - Poissonniers
Marcadet - Poissonniers é uma estação nas linhas 4 e 12 do Metrô de Paris, localizada no 18.º arrondissement de Paris.

## Localização
A estação da linha 4 está situada sob a boulevard Barbès enquanto que a estação da linha 12 está situada na rue Ordener.

## História
Ela foi originalmente duas estações distintas:
- Marcadet, aberta em 1908 na linha 4;
- Poissonniers, aberta em 1916 na linha A do Nord-Sud.

Após a absorção desta companhia pela CMP em 1930, um corredor de correspondência foi construído entre as duas estações. Em seu lançamento em 25 de agosto de 1931, ambas as estações levaram seu nome atual, Marcadet - Poissonniers.
Ela porta o nome das duas ruas seguintes: 
- a rue Marcadet leva o nome de uma localidade, a Mercade, situada em La Chapelle Saint-Denis. Talvez houvesse aí um mercado, marcadus, na época da Feira do Lendit;
- a rue des Poissonniers é o antigo chemin des Poissonniers emprestada desde 1307 pelos comerciantes de peixe no Mar do Norte.

Da década de 1960 até 2015, as plataformas da linha 12 receberam uma cambagem, cujos montantes horizontais foram pintados de vermelho quando foram removidos.
Em 2011, 6 064 992 passageiros entraram nesta estação. Ela viu entrar 6 381 604 passageiros em 2013, o que a coloca na 50ª posição das estações de metrô por sua frequência.

## Serviços aos passageiros

### Acessos
- Acesso 1: 69, boulevard Barbès
- Acesso 2: 80, boulevard Barbès
- Acesso 3: 86, boulevard Barbès
- Acesso 4: 26 ter, rue Ordener
- Acesso 5: 69, rue des Poissonniers

### Plataformas
As plataformas da linha 4 são decoradas no estilo "Ouï-dire ", com faixa de iluminação azul, telhas planas e quadros publicitários cilíndricos azuis.
As plataformas da Linha 12 são decoradas no estilo Nord-Sud de origem, totalmente refeito em 2016, com quadros publicitários verdes (cor utilizada para as estações em correspondência que não possuía de origem desde que a correspondência com a linha 4 não era então possível) e nome em faiança. O nome mantêm a denominação atual no lugar do nome original, Poissonniers, que era escrito em caracteres maiores. A faixa de iluminação é uma faixa-tubo, como na maioria das estações que têm a decoração Nord-Sud.

### Intermodalidade
A estação é servida pelas linhas 31, 56, 60 e 302 da rede de ônibus RATP e, à noite, pelas linhas N14 e N44 da rede de ônibus Noctilien.

Galeria de fotografias
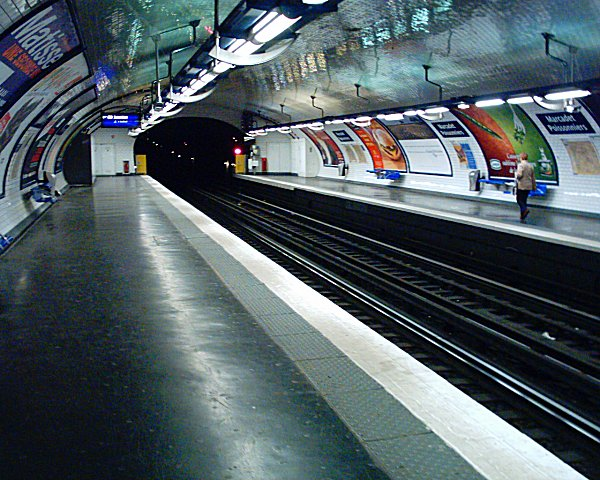
Plataformas da linha 4.
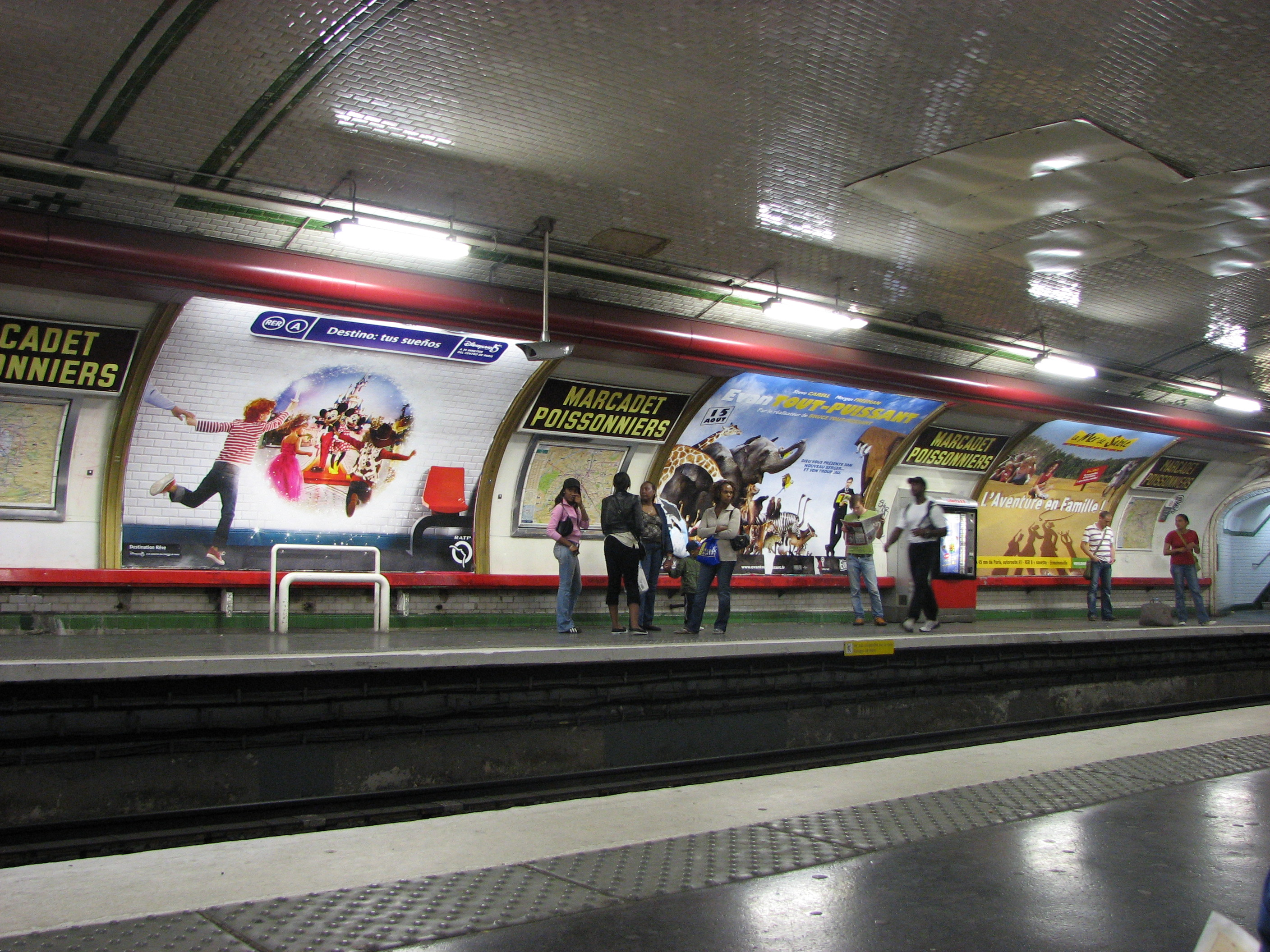
Plataformas da linha 12 (antes da descaroçagem).
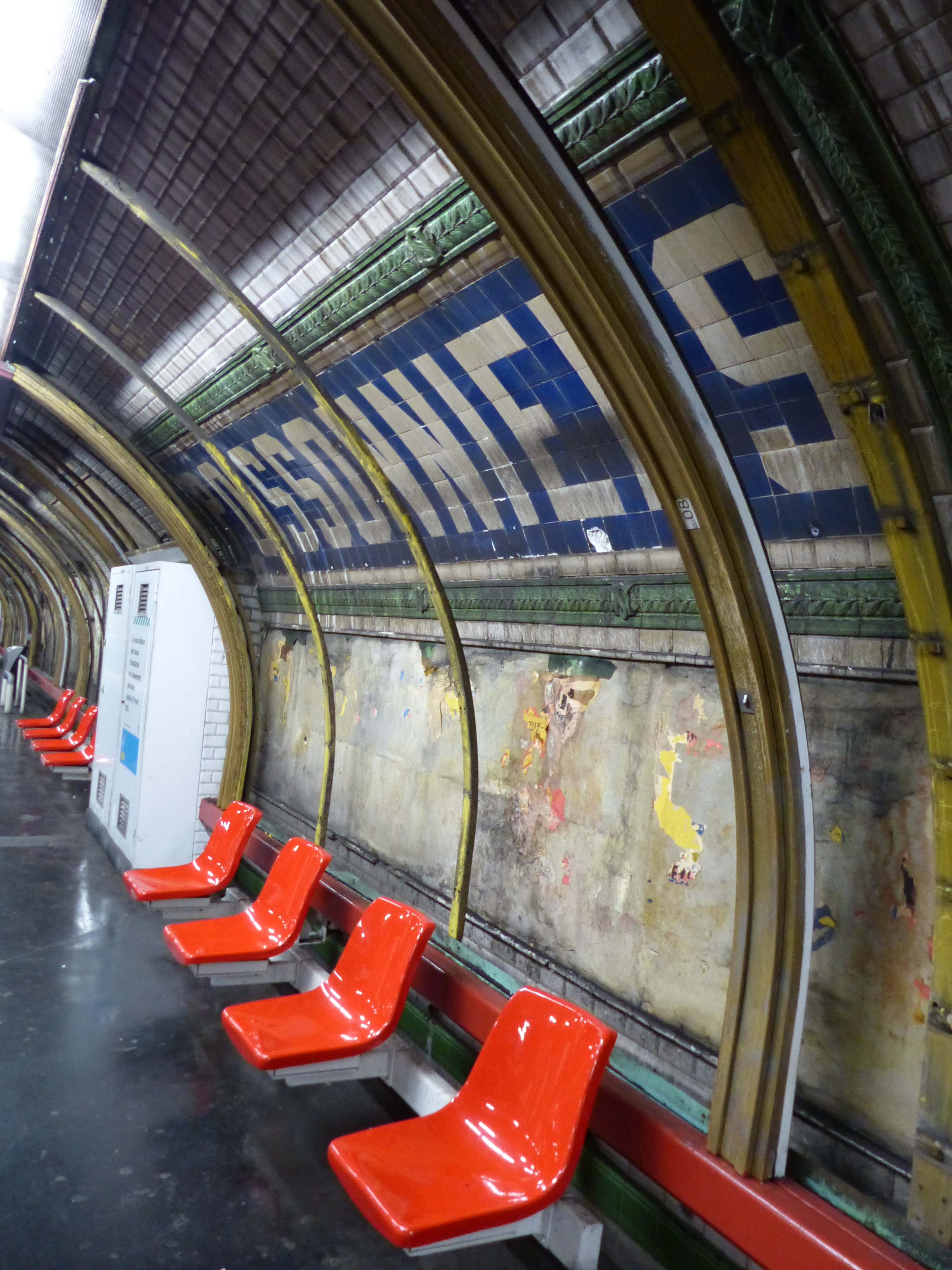
Antiga placa da estação Poissonniers (linha 12).